# Agro-industrie

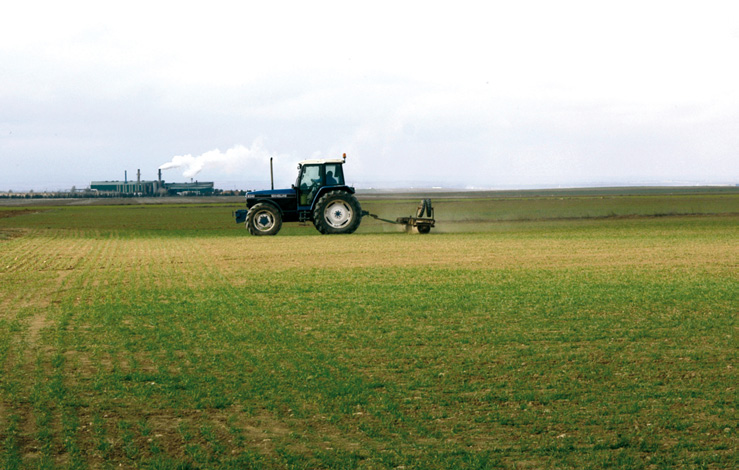
L'agro-industrie, ensemble de multiples secteurs industriels.

L'agro-industrie est un terme regroupant l'ensemble des industries ayant un lien direct avec l'agriculture.
Il comprend les agriculteurs, les exploitations agricoles, les fournisseurs des intrants, les entreprises agroalimentaires assurant la transformation et le commerce des produits agricoles et denrées alimentaires.

## Définition
L'agro-industrie représente l'ensemble des industries ayant un lien direct avec l'agriculture. Cela comprend donc l'ensemble des systèmes de productions agricoles et s'étend à toutes les entreprises qui fournissent des biens à l'agriculture (engrais, pesticides, machines) ainsi qu'à celles qui transforment les produits agricoles et les conditionnent en produits commercialisables.
En ce sens, le secteur agro-industriel ne se limite pas aux seuls produits alimentaires, domaine exclusif au secteur agroalimentaire, mais englobe aussi tous les secteurs parallèles de valorisation des agroressources : papiers, bioénergies, biomatériaux, cuirs, textiles, huiles essentielles, cosmétiques, tabac, etc..

## Constituants
L’industrie alimentaire dans son ensemble comprend les secteurs économiques suivants :
- secteurs amonts de l’agriculture:
  - sélection des semences, engrais (aussi bien naturels qu'industriels)[3], produits phytopharmaceutiques, technologie agricole[4], élevage, aliments pour animaux et aliments composés, santé animale, technologie stable et intérieur des exploitations ;
- secteurs du secteur agricole lui-même, les secteurs de production:
  - agriculture, horticulture et horticulture ornementale, viticulture, élevage, pêche et aquaculture;
- secteurs du secteur post-agricole au stade de la collecte et de la vente en gros:
  - le commerce des céréales, le commerce du bétail, les grossistes de fruits et légumes, les importateurs, les exportateurs et les organisations commerciales agricoles privées et coopératives engagées à la fois dans l’approvisionnement et la vente de produits agricoles;
- secteurs de la première étape de transformation (transformation des produits bruts agricoles):
  - moulins à grains et à moudre[Quoi ?], moulins à épluchage, moulins à huile, abattoirs et ateliers de découpe, laiteries, transformation de l’amidon, ovoproduits, transformation du poisson, transformation des fruits et légumes, malteries, usines d’épices, caves, sucreries;
- secteurs en deuxième phase de transformation:

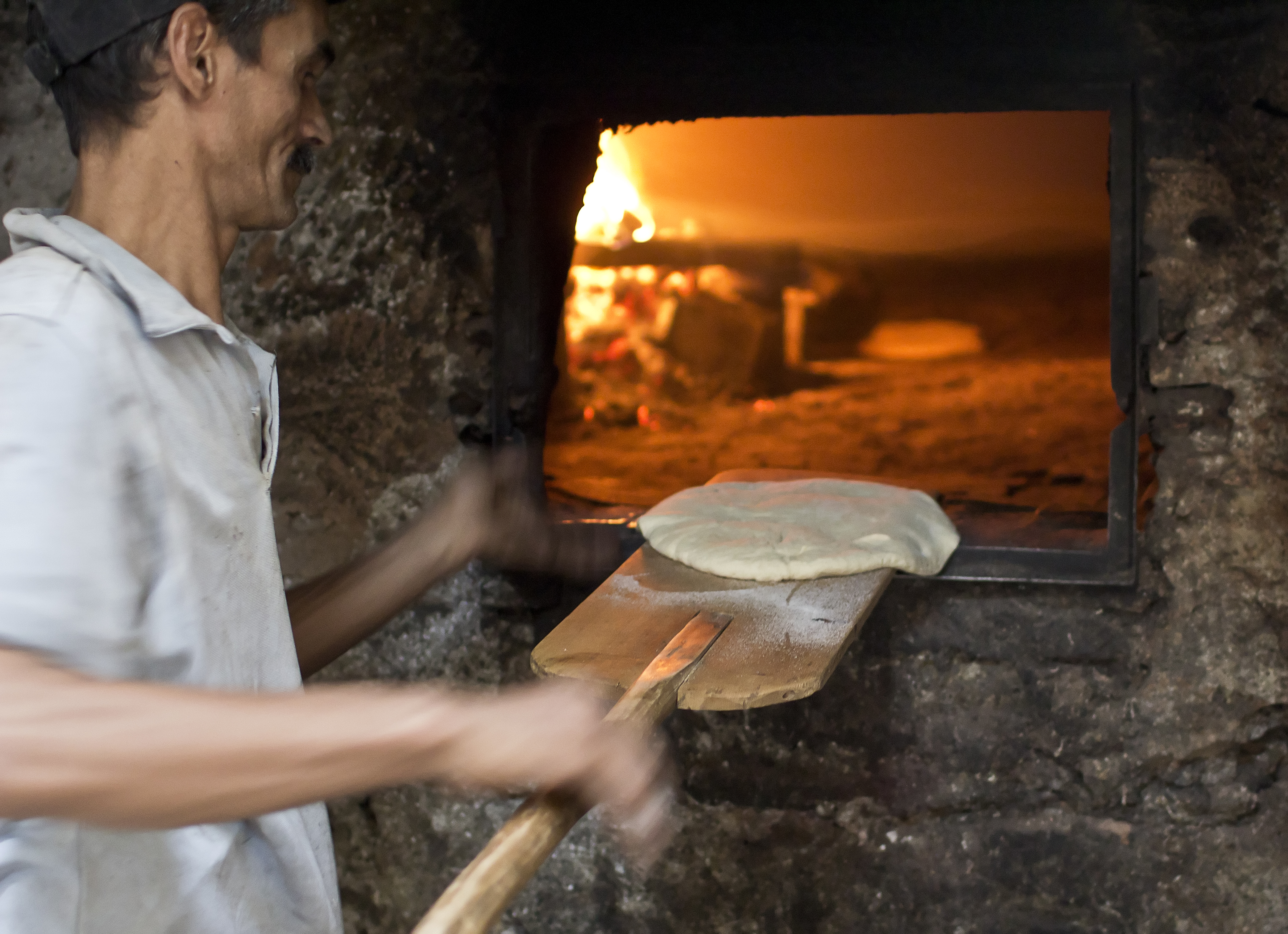
La cuisson du pain est un exemple de transformation secondaire des aliments.

  - La cuisson du pain est un exemple de transformation secondaire des aliments.pain et produits de boulangerie, boulangerie, produits alimentaires et pâtes alimentaires, produits carnés, artisanat de boucherie, confiserie, boissons non alcoolisées, boissons alcoolisées, vinaigre, autres produits transformés et plats cuisinés sous diverses formes de production et d’apparence;
- secteurs au stade du commerce alimentaire:

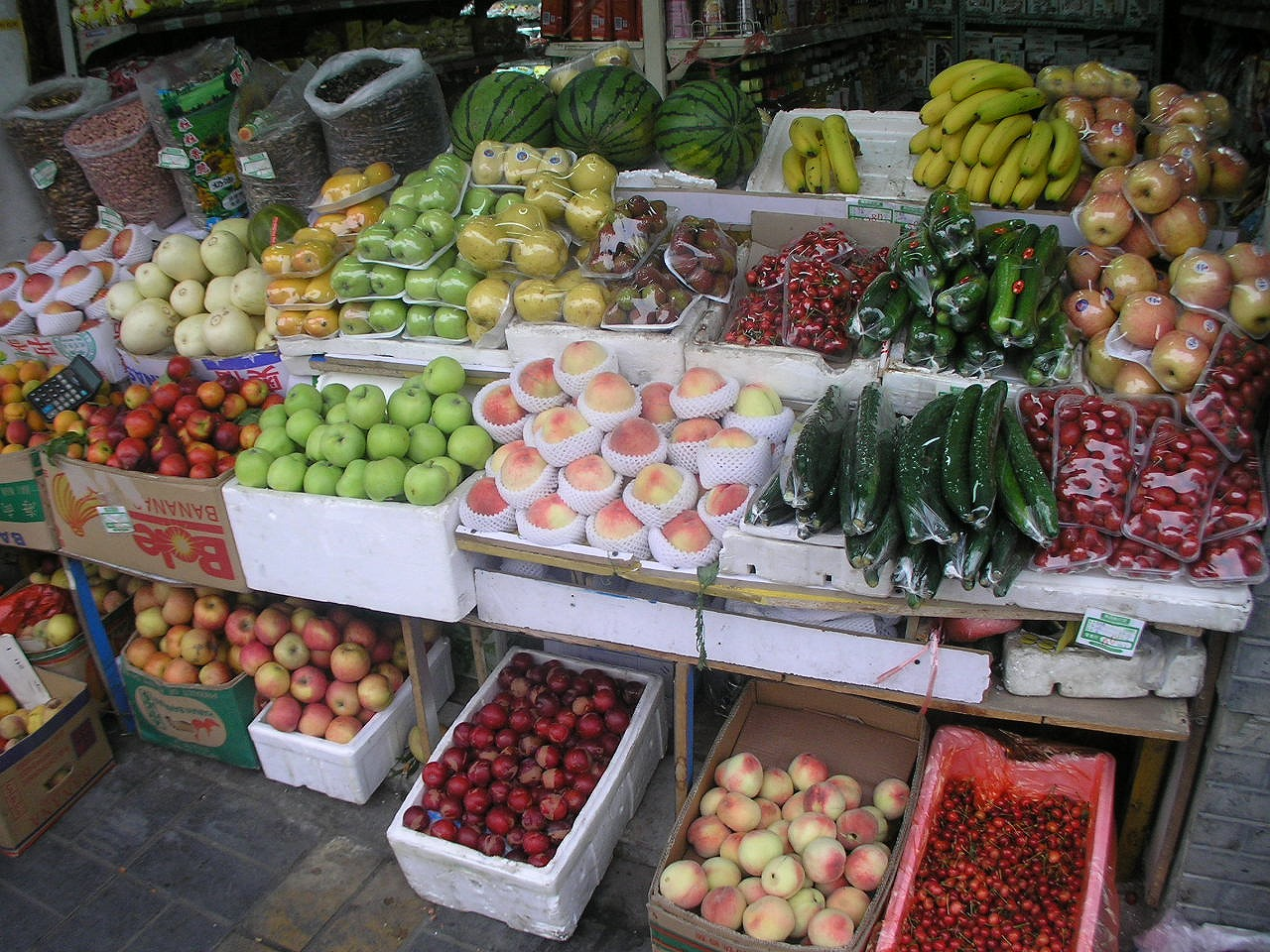
Étalage sur un marché en Chine.

  - Étalage sur un marché en Chine.Détaillants alimentaires, grossistes en aliments physiques (cash & carry), grossistes, exportateurs et importateurs de livraison de produits alimentaires;
- secteurs au stade de la préparation des aliments en tant que grands consommateurs:
  - gastronomie classique, gastronomie système et hôtellerie, restauration collective (entreprises, hôpitaux, écoles, etc.), entreprises de services (restauration);
- le système de l’industrie alimentaire comprend également le large éventail de services fournis dans les secteurs énumérés, tels que le conseil, le financement, les services de transport et de laboratoire, les assurances, les avis d’experts, etc. aux activités de l’association et aux activités gouvernementales ;
- les secteurs des premier et deuxième stades de transformation sont désignés dans les statistiques officielles sous le nom d’industrie alimentaire productive. Cela inclut l’industrie de la nutrition et de l’alimentation et le commerce alimentaire.

## Acteurs
L'ensemble des acteurs jouant un rôle d'exploitant agricole fait partie de l'agro-industrie.

### Gouvernements
L’Organisation des Nations unies pour l'alimentation et l'agriculture est une institution spécialisée des Nations unies qui dirige les efforts internationaux visant à vaincre la faim et à améliorer la nutrition et la sécurité alimentaire. Sa devise latine, fiat panis, se traduit par « que le pain soit ». Elle a été fondée le 16 octobre 1945.

### Coopératives
Une coopérative agricole, également connue sous le nom de coopérative d’agriculteurs, est une coopérative dans laquelle les agriculteurs mettent en commun leurs ressources dans certains domaines d’activité.
Une large typologie de coopératives agricoles distingue les coopératives de services agricoles, qui fournissent divers services à leurs membres agriculteurs individuels, et les coopératives de production agricole dans lesquelles les ressources de production (terres, machines) sont mises en commun et les membres exploitent conjointement.

## Historique
Le mot «agrobusiness» est un mot-valise des mots "agriculture" et "commerce". La première utilisation connue du mot se trouve dans le volume 155 du Canadian Almanac & Directory publié en 1847. Bien que la plupart des praticiens reconnaissent qu’il a été inventé en 1957 par deux professeurs de la Harvard Business School, John Davis et Ray Goldberg, après avoir publié le livre «A Concept of Agri-business».

## Économie

### Allemagne
Au total, environ 5,4 millions de personnes sont employées dans l’industrie agricole et alimentaire en Allemagne (soit 13% de tous les employés). La valeur ajoutée brute de ce secteur en Allemagne est d’environ 157 milliards d’euros (équivalent à sept pour cent du produit intérieur brut (2012)).

### France
En 2021, le secteur agro-alimentaire français est le deuxième européen après celui de l’Allemagne en termes de chiffre d’affaires à près de 388 milliards d'euros et 962 000 travailleurs équivalents temps plein au sein 81 773 entreprises.

## Critiques
L’agro-industrie par ses groupes de pression veut faire dérailler la stratégie européenne « de la ferme à la fourchette». Les cibles de leur action « concerne les objectifs, contraignants, de baisse de l’utilisation des pesticides et des antibiotiques dans l’élevage (50 % de réduction d’ici à 2030), ainsi que ceux portant sur la réduction des fertilisants – l’ambition est de 50 % de baisse des fuites de nutriments, sources majeures de pollution aux nitrates et de prolifération d’algues vertes »
L’agro-industrie, modèle agricole dominant en Bretagne, est critiquée pour ses dérives écologiques, économiques et sociales,.